# گروه متالورژی چین
گروه متالورژی چین (به چینی: 中国冶金科工集团公司) شرکت خوشه‌ای استخراج معادن و پیمانکار ئی‌پی‌سی چینی است، که در زمینه ارائه خدمات مهندسی، لجستیک، بهره‌برداری از منابع طبیعی، ساخت‌وساز املاک، توسعه املاک و مستغلات، کاغذسازی و ساخت تجهیزات، همچنین استخراج معادن مس، روی و سنگ آهن فعالیت می‌کند. این گروه هم‌اکنون در فهرست بزرگ‌ترین شرکت‌های خدمات ساخت‌وساز، در رتبه دهم قرار دارد.
گروه متالورژی چین در سال ۱۹۸۲ تأسیس شد. دفتر مرکزی این شرکت در شهر پکن قرار دارد و بخشی از سهام آن در بازارهای بورس اوراق بهادار هنگ کنگ و بورس شانگهای معامله می‌شود.